# Sebastian Lander
Sebastian Lander (* 11. März 1991 in Køge) ist ein ehemaliger dänischer Radrennfahrer.
Sebastian Lander wurde 2006 und 2007 auf der Bahn dänischer Juniorenmeister im Punktefahren. 2008 gewann er bei der Bahnradeuropameisterschaft in Pruszków die Silbermedaille im Madison. Im nächsten Jahr wurde er nationaler Meister im Madison zusammen mit Christian Kreutzfeldt. Bei der Junioren-Weltmeisterschaft 2009 in Moskau gewann Lander die Bronzemedaille im Madison und er wurde Weltmeister im Punktefahren.
Auf der Straße gewann Sebastian Lander 2007 die Goldmedaille im Straßenrennen der Europäischen Jugendolympiade. Bei der ASVÖ-Radjugendtour in Österreich gewann er drei Etappen und konnte so auch die Gesamtwertung für sich entscheiden. Im nächsten Jahr gewann er Etappen beim Giro di Toscana, der Trofeo Karlsberg und beim Grand Prix Général Patton, wo er auch Erster der Gesamtwertung wurde. Bei der Weltmeisterschaft der Junioren in Kapstadt gewann er die Bronzemedaille im Straßenrennen. Außerdem entschied Lander die beiden italienischen Eintagesrennen Memorial Pietro Merelli und Trofeo Comune di Vertova für sich. In der Saison 2009 war er bei Etappen der Youth Tour, der Tour de Himmelfahrt und der Tre Ciclistica Bresciana erfolgreich und er gewann die Gesamtwertung der Youth Tour, sowie die des Bikebuster Junior Cup.
2010 und 2011 fuhr Lander für das dänische Team Concordia Forsikring-Himmerland, 2012 für das Team Glud & Marstrand-LRØ. Seinen größten Eliteerfolg erzielte er im Jahr 2012, als er im Alter von 21 Jahren dänischer Meister im Straßenrennen wurde. Daraufhin wechselte er zur Saison 2013 zum damaligen UCI ProTeam BMC Racing, für das er zwei Jahre fuhr. 2013 hatte er mit der Vuelta a España seine einzige Teilnahme an einer Grandtour, die er jedoch nicht beenden konnte.
In den Folgejahren wechselte er jährlich das Team, ohne nennenswerte Erfolge zu erzielen. Nach Ablauf der Saison 2018 erhielt er keinen neuen Vertrag bei einem internationalen Radsportteam.
Sein Bruder Alexander Lander ist ebenfalls Radsportler.

## Erfolge – Bahn
2006
- Dänischer Meister – Punktefahren (Junioren)

2007
- Dänischer Meister – Punktefahren (Junioren)

2008
- Europameisterschaft – Madison (Junioren) mit Niki Byrgesen

2009
- Dänischer Meister – Madison (Junioren) mit Christian Kreutzfeldt
- Weltmeisterschaft – Madison (Junioren) mit Christian Kreutzfeldt
- Weltmeisterschaft – Punktefahren (Junioren)

## Erfolge – Straße
2008
- Weltmeisterschaft – Straßenrennen (Junioren)

2010
- eine Etappe Coupe des Nations Ville Saguenay

2012
- eine Etappe Coupe des Nations Ville Saguenay
- Dänischer Meister – Straßenrennen (U23)
- Dänischer Meister – Teamzeitfahren
- Dänischer Meister – Straßenrennen

2014
- Mannschaftszeitfahren Giro del Trentino